# Досумбаев, Абдижапар
Абдижапар Досумбаев — советский хозяйственный, государственный и политический деятель, Герой Социалистического Труда.

## Биография
Родился в 1910 году в Туркестанском крае. После окончания зооветеринарного техникума трудился зоотехником совхоза «Большевик» Кокпектинского района Семипалатинской области. В последующие годы — в земельных отделах Чуйского и Коктерекского райисполкомов. С 1941 года — в Джамбулском областном земельном отделе.
Член КПСС. С марта 1946 года — председатель Таласского райисполкома. Занимался развитием сельского хозяйства в районе. По итогам работы в 1947 году сельскохозяйственные предприятия перевыполнили в целом по району плановые задания по надою молока на 20 %, настригу шерсти — на 25 % и нагулу скота — на 30 %. Указом Президиума Верховного Совета СССР от 23 июля 1948 года удостоен звания Героя Социалистического Труда за «получение высокой продуктивности животноводства в 1947 году» с вручением ордена Ленина и золотой медали «Серп и Молот» (№ 2323).
Этим же указом званием Героя Социалистического Труда были награждены первый секретарь Таласского райкома партии Мамбет Смагулов, заведующий районным отделом сельского хозяйства Нагашбек Арапов, председатель колхоза «Кенес-Тюбе» Байгельда Кейкиев, председатель колхоза имени Чкалова Байкошкар Мусиралиев и 25 животноводов различных колхозов Таласского района.
В последующие годы — председатель Свердловского, Луговского и Чуйского райисполкомов Джамбулской области. В 1956 году окончил Высшую партийную школу в Алма-Ате, после которой трудился председателем Джамбулского облисполкома. С 1956 года — председатель Муюнкумского райисполкома.
Избирался депутатом Верховного Совета Казахской ССР 2-го (1947—1951) и 7-го (1967—1971) созывов.
Умер после 1975 года.
Награды
- Герой Социалистического Труда
- Орден Ленина
- Орден Трудового Красного Знамени — дважды (09.04.1947; 10.12.1973)
- Медаль «За трудовое отличие» (16.11.1945)